# 信托公司
信托公司是以获取信托报酬为目的，以受托人身份进行信托投资的一类企业法人，其主要功能体现在资产管理、资金融通等方面。信托公司资产管理模式的多样性与广泛性成为了其不同于其他银行、证券公司等金融机构的特点。

## 历史
信托最早起源于英国的“用益制”，即委托人将自己的财产转移至受托人名下管理，而受托人则需要将财产所得收益最终转移给委托人指定的受益人。此后数个世纪，受托人经历了“个人——官选个人——法人”的发展历程，其权利和责任不断法律化，最终形成了现今信托公司的形态。
美国的信托公司最早出现在1822年，纽约州授予农业火灾保险和贷款公司受托人牌照，准许这家保险公司经营信托业务。首家美国专业信托公司建立于1853年。在19世纪末，美国的信托公司业务量已经超越了英国。而由美国信托业研发的不动产投资信托（REITs）成为了现今全球信托业的主要业务。
日本在近代引进信托，然而其引进目的更多在于资金融通。二战后，日本信托业逐渐形成了先进的寡头垄断格局。这些公司研发出了一些新生的信托业务与产品。
中国最早的信托公司出现于1921年的上海。由于二战的影响，中国信托业曾经在战时出现过短暂的繁荣。中华人民共和国建立初期，由于高度的计划经济，信托业在制度上遭到废弃。改革开放开始后，信托业务逐渐得到恢复。在中国大陆，曾经一度出现了600余家信托公司。经过数次清理整顿以及法律的修订，现今中国大陆拥有信托公司66家，主营业务也从粗放的类信贷业务转向了全面资产管理。

## 主营业务
- 不动产投资信托
- 资产管理
- 资产托管
- 资产证券化
- 私募基金
- 企业年金